# Liste der Bischöfe von Tarazona
Die folgenden Personen waren Bischöfe von Tarazona (Spanien):
- Leo (449)
- Paul (516)
- Heiliger Gaudiosus (527–541)
- Didimo (560)
- Heiliger Prudentius (572)
- Stephan (589–592)
- Floridius (610)
- Elpidius (633–638)
- Anterius (683)
- Nepotianus (688–693)

- Miguel Cornel (1118–1151)
- Martín de Vergua (1151–1169)
- Berenguer (1170–1172)
- Juan Frontín (1172)
- García Frontín I. (1195–1218)
- García Frontin II. (1219–1254)
- Pedro I. (1257)
- García III. (1258–1263)
- Alfonso (ca. 1263)
- Fortunio (1270–1277)
- García (1280–1289)
- Pedro II. (1289–1304)
- Pedro III. (1305–1308)
- Miguel Ximénez de Urrea (1309–1317)
- Pedro Arnau de Torres (1317–1321)
- Beltrán de Cormidela (1324–1342)
- Sancho López de Ayerbe (1343–1346)
- Gaufrido oder Jorge (1346–1352)
- Pedro Pérez Calvillo (1354–1391)
- Fernando Pérez Calvillo (1391–1404)
- Berenguer de Ribalta (1404–1405)
- Francisco Clemente (1405–1407)
- Juan de Valtierra (1407–1433)
- Martín Cerdán (1435–1443)
- Jorge Bardagí (1442–1463)
- Pedro Ferriz (1464–1478)
- Andrés Martínez Ferriz (1478–1495)
- Guillén Ramón de Moncada (1496–1521)
- Gabriel Orti (1523–1535)
- Ercole Gonzaga (1537–1546)
- Juan González Munébraga (1546–1547)
- Pedro Martínez de Luna (1572–1574)
- Juan Redín Cruzat (1577–1584)
- Pedro Cerbuna Negro (1585–1597)
- Diego Chaves Casas (de Yepes) OSH (1599–1613)
- Juan Moriz Salazar (1604–1616) (dann Bischof von Huesca)
- Martín Terrer Valenzuela OSA (1614–1630) (dann Erzbischof von Saragossa)
- Pedro Herrera Suárez OP (1630–1631)
- Baltasar Navarro Arroytia (1631–1642)
- Diego Castejón Fonseca (1644–1655)
- Pedro Manero (1656–1659)
- Diego Escolano y Ledesma (1660–1664)
- Miguel Escartín Arbeza OCist (1664–1673)
- Diego Antonio Francés de Urrutigoyti (1673–1682)
- Bernardo Mateo Sánchez del Castellar (1683–1700)
- Blas Serrate (1701–1718)
- García Pardiñas Villar de Francos OdeM (1720–1741)
- José Alcaraz Belluga (1741–1755)
- Esteban Villanova Colomer (1755–1766)
- José Laplana Castellón (1766–1776)
- J. Damián Martínez de Galinsonga OFM (1795–1802)
- Francisco Porró Reinado (1803–1814)
- Jerónimo Castellón Salas (1815–1835)
- Vicente Ortiz Labastida OP (1848–1852)
- Gil Estévez y Tomás (1854–1857) (dann Bischof von Tortosa)
- Cosme Marrodán Rubio (1857–1888)
- Juan Soldevila y Romero (1889–1901) (dann Erzbischof von Saragossa)
- José Maria Salvador y Barrera (1901–1905) (dann Bischof von Madrid)
- Santiago Ozcoidi y Udave (1905–1916)
- Isidoro Badía y Sarradel (1917–1926)
- Isidro Gomá y Tomás (1927–1933) (dann Erzbischof von Toledo)
- Nicanor Mutiloa e Irurita CSsR (1935–1946)
- Manuel Hurtado y García (1947–1966)
- José Méndez Asensio (1968–1971) (dann Erzbischof von Pamplona)
- Francisco Álvarez Martínez (1973–1976) (dann Bischof von Calahorra y La Calzada-Logroño)
- Victorio Oliver Domingo (1976–1981) (dann Bischof von Albacete)
- Ramón Búa Otero (1982–1989) (dann Bischof von Calahorra y La Calzada-Logroño)
- Miguel José Asurmendi Aramendia SDB (1990–1995) (dann Bischof von Vitoria)
- Joaquín Carmelo Borobia Isasa (1996–2004)
- Demetrio Fernández González (2004–2010) (dann Bischof von Córdoba)
- Eusebio Hernández Sola OAR (2011–2022)
- Vicente Rebollo Mozos (seit 2022)